# Сблъсък във въздуха в Ню Йорк през 1960 г.
 Тази статия е за сблъсъка във въздуха в Ню Йорк през 1960 г..  За инцидента с турбуленция от 1997 г. вижте Полет 826 на „Юнайтед Еърлайнс“.  
На 16 декември 1960 г. самолетът „Дъглас DC-8“, който изпълнява полет 826 на „Юнайтед Еърлайнс“ от международното летище „Чикаго-О'Хеър“, Чикаго, Илинойс, до летище Айдълуайлд, Ню Йорк, Ню Йорк, се сблъсква във въздуха с друг самолет „Локхийд L-1049A Супер Констелейшън“, който изпълнява полет 266 на „Транс Уърлд Еърлайнс“. Катастрофата се случва, докато вторият самолет, който преди това излиза от международното летище „Дейтън“, Дейтън, Охайо за Ню Йорк, през международното летище „Порт Кълъмбъс“, Кълъмбъс, Охайо, се спуска към летище „Ла Гуардия“ в Ню Йорк. Първата машина се разбива в Парк Слоуп, Бруклин, докато втората пада в Милър Фийлд в Статън Айлънд. При инцидента загиват всички 128 души на борда на двата самолета, както и 6 на земята.
Катастрофата става известна като самолетната катастрофа в Парк Слоуп или катастрофата в Милър Фийлд, спрямо това къде падат машините. Това е първата загуба и първата фатална катастрофа с участието на „Дъглас DC-8“. Инцидентът е най-смъртоносната авиационна катастрофа в света по това време и остава най-смъртоносният инцидент в историята на „Юнайтед Еърлайнс“. Катастрофата на самолета при полет 175 на „Юнайтед Еърлайнс“ през 2001 г. с близо 1000 смъртни случая е изключена, тъй като тогава машината е разбита умишлено, поради терористична атака.
Вероятната причина за инцидента е това, че „Дъглас DC-8“ надхвърля ограничението си за разрешение и границите на въздушното пространство, определено за полета от контрола на въздушното движение, както и високата скорост, докато приближава кръстовището на Престън. Окончателният доклад отбелязва „различни стъпки за подобряване и укрепване на ефикасността и ефективността на системата за контрол на въздушното движение“ въз основа на разследването на катастрофата.
Общият брой от 134 жертви е надминат, когато „C-130“ е свален при Кхам Дук през 1968 г. и загиват 155. В търговската авиация броят на загиналите е надминат през 1969 г., когато самолетът при полет 742 на VIASA се разбива в Маракайбо след излитане и убива всички 84 души на борда и още 71 на земята. През 2010 г., на 50-ата годишнина от инцидента, на гробището в Бруклин е открит мемориал на 134-те жертви на двете катастрофи. Там е мястото и на общия гроб, който съдържа останките на тези, които не могат да бъдат идентифицирани.